# Ixora pudica
Ixora pudica är en måreväxtart som beskrevs av John Gilbert Baker. Ixora pudica ingår i släktet Ixora och familjen måreväxter. Inga underarter finns listade i Catalogue of Life.